# ジャルネイル・シン・ビンドランワレ
ジャルナイル・シン・ビンドラーンワーレー（ਜਰਨੈਲ ਸਿੰਘ ਭਿੰਡਰਾਂਵਾਲੇ、男性、1947年2月12日－1984年6月6日）はインドの宗教「シク教」の教育機関ダムダミ・タクサルの指導者。名前はジャルネイル・シングとも表記される。
※名前にあるシン（ਸਿੰਘ）とは、シク教徒の男性の名に付けられる敬称でライオンの意味。
ビンドラーンワーレーは、パンジャーブ州において多数のシク教徒に支持され、多大な影響力を手にしていた。また、ビンドラーンワーレーはシク教原理主義を広めようと若者達に教義と原理主義を説いてまわり、シク教を基盤に神政政治を行うシク教国「カーリスターン」建国の支持者として知られていた。
1981年、ビンドラーンワーレーはヒンドゥー教の地方紙サマーチャールグループの経営者ジャガト・ナーラーヤン殺害の容疑で逮捕された。ビンドラーンワーレーは自ら進んで出頭していたが、その後証拠不十分で釈放。釈放後ビンドラーンワーレーはインド軍の徹底した監視下に置かれることになった。そしてビンドラーンワーレーがアムリトサルの黄金寺院構内にあるアカーリー・タクトを過激派達と占拠すると、当時のインド首相インディラ・ガンディーの要請を受けたインド軍の過激派殲滅作戦、通称「ブルースター作戦」によってビンドラーンワーレーは他の過激派とともに死亡した。
死後ビンドラーンワーレーをインドの歴史における位置付けをめぐり論争が起きている。ある人は彼を殉教者と見なし、それとは正反対に過激派・原理主義者と見なす意見もある。

## 時代背景

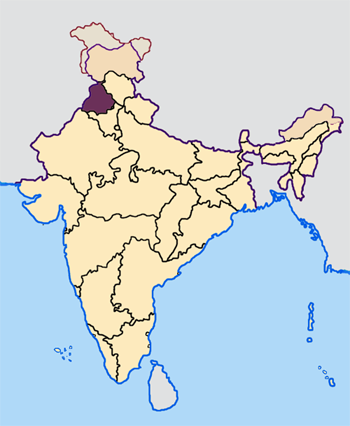
紫の部分が分断されたインド・パンジャーブ州

中世においてインド亜大陸の大部分の地域がムガル帝国の統治下にあった。インドの北西部パンジャーブ州にグル・ナーナクがシク教を広め大きく発展。シク教はヒンドゥー教から分離した一派で、度々ヒンドゥー教からの干渉を受けた。また、本拠地のパンジャーブ地方はインドとアフガニスタンの争いに巻き込まれることも多く、そのためシク教の10代目グル、グル・ゴーヴィンド・シンの時代には教団も戦闘的な色合いを強めるようになった。シク戦争、インド大反乱、アフガン戦争でイギリス、アフガニスタン、ヒンドゥー教徒、イスラム教徒らと争い、インド全体人口の2パーセントに満たないシク教徒の立場は次第に苦しいものになった。
1947年、イスラム教徒たちがインドから分離独立を果たしパキスタンを建国すると、インドとパキスタンの国境がパンジャーブ州を貫く形で引かれたため、パンジャーブ州は２つに分断されることになった。パキスタン・パンジャーブ州ではヒンドゥー教徒・シク教徒に報復するイスラム教徒が続出し、住民同士の虐殺が各地で起こった。現在のパキスタン側に分離独立以前に住んでいた多くのシク教徒は、インド側のパンジャーブ州に移る事になった。こちらでもイスラム教徒に対する報復・虐殺が多発した。こうした衝突はパンジャーブ問題と呼ばれ、現在でも多くの問題を生んでいる。

## 生涯

### 前歴
ビンドラーンワーレーは、インド・パンジャーブ州のファリードコート県にあるローデー村に生まれた。父親のジョギンダル・シンは農夫であり、そしてシク教の地方指導者でもあった。
ビンドラーンワーレーは8人兄弟の7番目に生まれ、厳格な菜食主義者として育てられた。
1965年まで農業をしていたビンドラーンワーレーは、グルバチャン・シン・カールサーによって見出されモーガー県モーガーの町に程近いシク教の教育機関ダムダミー・タクサルに参加した。グルバチャン・シン・カールサーの指導に影響され神学、シク教の歴史、聖典の講習を1年にわたり学ぶ。その後ビンドラーンワーレーは故郷に戻り、再び農業にいそしむ。帰郷したビンドラーンワーレーはハリヤーナー州ヤムナーナガル県のビラースプルに住んでいたバーイー・スチャ・シンの娘ビービー・プリータム・カウルと結婚。妻との間には1971年と1975年にイシャル・シン、インダルジート・シンの2人の息子を授かる。
（2007年9月15日、ビービー・プリータム・カウルはパンジャーブ州のジャーランダル県で死去。）

### 支持拡大
パンジャーブ州でのビンドラーンワーレーはシク教徒達と論じ合い、敬虔な宣教師として村々を歩き回った。この時、教義と規則に一致した生活をするよう説いていた。ビンドラーンワーレーは、女性に対する肉欲や麻薬中毒などの悪徳を捨て去ることによってシク教の規律カールサーに基づく正しき道に戻るよう、堕落した若者達に対して説法した。また、若者たちに聖水アムリトを授かるよう奨励した。ビンドラーンワーレーのいくつかの好戦的な活動は、シク教の若者達の目に彼を英雄のように映し出した。
1977年8月16日、グルバチャン・シン・カールサーの後継者、カルタル・シン・カールサーが交通事故で死亡すると、ビンドラーンワーレーの名前がダムダミ・タクサルの新しいリーダーとして急浮上した。 1977年8月25日、ビンドラーンワーレーはメーター・チャート村でボーグの儀式を経た後正式に選出された。

### 政争とカーリスターン建国運動
かつてビンドラーンワーレーは、自身の政治的野心についての周囲の疑いに対して以下のように答えている。
| 「 | もし、私が政党アカーリー・ダルやシク教寺院運営委員会（SGPC）の代表、あるいはインド立法議会議員（MLA）、政府閣僚や国会議員などになったなら、私はあなた達に靴でぶたれて当然だろう。 | 」 |

このような声明にもかかわらず、ビンドラーンワーレーは1979年いくつかの政治活動に影から非公式に関与していた。ビンドラーンワーレーは、全140議席のシク教寺院運営委員会（SGPC）選挙に前もって40人を立候補させた。しかし、当選したのはわずか4人という大敗を喫する。
その1年後、ビンドラーンワーレーは総選挙の期間中、3つの選挙区で自身の政治団体のために積極的な選挙運動を行う。 
選挙活動中、ビンドラーンワーレーはどんな政党の事務所も立ち寄る事はしなかった。ビンドラーンワーレーがパンジャーブ州のシク教政党「アカーリー・ダル」の主導を握ると、1984年の雑誌タイムの記事に取り上げられ、これによって彼の知名度が大きく上がった。
ビンドラーンワーレーは絶大な権力をふるい、パンジャーブ州では政治派閥がビンドラーンワーレーの承認無しに主な活動を決めることがなかった。

カーリスターンの国旗（仮称）

ビンドラーンワーレーはシク教徒の独立国家「カーリスターン」建国の支持者として広く知られていた。ところがビンドラーンワーレーは、BBCのインタビューで「もしインド政府がカーリスターン建国に同意したら」という質問に対して、慎重かつ曖昧な態度で「反対はしないだろう」と答えるだけだった。
ビンドラーンワーレーを含む多くのシク教徒の考えは「私達はカーリスターン建国に賛成していないし、反対もしていない」であった。カーリスターン建国に対するシク教徒達の反応をビントラワレはこう評している。 「私達はそれを反対はしないだろう。しかし、私達は1947年（の分離独立時の惨劇）を繰り返すつもりもない」。ビンドラーンワーレーはこうも付け加えた。「もしインド政府がシク教の聖地・黄金寺院の建物を侵害したら、シク教徒は独立の礎を築くだろう。」。

### 好戦的活動
1978年4月13日、シク教過激派組織アーカンド・キールタニー・ジャーター（AKJ）の数人のシク教徒グルシク達は、シク教の異端派ニラーンカーリーに対する抗議運動を起こした。この最中の衝突においては、それぞれAKJのメンバー13名とニラーンカーリーの3名が死亡するまでに至った。警察の一次供述調書（FIR）にあがった容疑者22人の名前の多くは、ビンドラーンワーレーとの関係が知られた人物だった。この犠牲者達はビンドラーンワーレーの争いに巻き込まれた者だった。この事件はシク教徒達をさらに激高させることになった。1980年4月24日、今度はニラーンカーリーの指導者バーバー・グルバチャン・シンが殺害された。この殺人事件の一次供述調書にも20人近い容疑者が浮かび、その多くの人物にビンドラーンワーレーとの繋がりがあった。
ビンドラーンワーレーは暗殺を指示し、この事件にも関与していた。AKJ のメンバー、ランジート・シンは事件から3年後に暗殺事件の犯人として出頭した。ティハール監獄での13年の禁固刑を言い渡された。ビンドラーンワーレーについては、証拠不十分により裁判所が告訴出来ず、のちに釈放された。
1981年9月9日、地方紙サマーチャール・グループの経営者ジャガト・ナーラーヤンがアマルタス・モーテル近くで射殺された。ナーラーヤンはビンドラーンワーレーと敵対する人物として有名だった。事件の2日後、警官はビンドラーンワーレーの逮捕令を発した。警官はハリヤーナー州のチャンド・カラン村に向かったが、逮捕に失敗。この理由は、同年9月20日ビンドラーンワーレーが公然と宣言し出頭したためである。
1981年9月20日、ビンドラーンワーレーはジャガト・ナーラーヤン殺害の画策指示により逮捕された。しかしビンドラーンワーレーが拘留されていた25日間で、ビンドラーンワーレーの共犯者達が集まる地域のあちこちで暴動が勃発した。同年10月15日、インド議会で内務大臣ザイル・シンがビンドラーンワーレーの証拠不十分を宣言し、ビンドラーンワーレーは釈放された。殺害されたナーラーヤンの新聞社職員や、地方紙パンジャーブ・ケーサリー、そしてその販売店などは、数か月に渡って襲撃の標的にされた。

### 報道が果たした役割
報道機関は、報道管理など権力の介入が激しくなる場合には、犯罪行為の被害者の立場に立って報道することが求められる。しかし、シク教の事件ではインドのニュースメディアは政府とともに真実を見失い、一部の宗派が関与していた犯罪行為を、あたかも全ての宗派が指示していたとして広め、シク教徒全体の地盤を脅かした。

### 暴動と黄金寺院
ビンドラーンワーレーが逮捕拘留中に起きた事件はその全てがビンドラーンワーレーに関連したものかはともかく、シク教徒とヒンドゥー教徒の殺傷事件、列車転覆未遂事件、警察副長官事務所爆破事件、ハイジャックなど多大な犠牲者を出す大惨事となった。
釈放後のビンドラーンワーレーはインド政府を軽視しシクの教義を守るために武力に訴える事は当然有り得ると公言。ヒンドゥー教徒を威嚇してパンジャーブ州外のシク教徒に安全なのはパンジャーブ州だけであると訴え、各地に散ったシク教徒を帰郷させる政策をとった。他にも、資金不足に陥ると銀行を襲い資金を確保する強硬手段もとるようになり、政府も新にビンドラーンワーレー逮捕の意思を固めるに至った。それを知るとビンドラーンワーレーは治外法権的な聖地黄金寺院構内のアカリ・タクトに逃げ込んだ。

### ブルースター作戦と死
1984年6月3日、インドの首相インディラ・ガンディーは黄金寺院内のシク教分離主義過激派の殲滅を目指す「ブルースター作戦」を開始し、要請を受けたインド軍は建物内で交戦、殺害するため黄金寺院の敷地を包囲した。ビンドラーンワーレーはこの作戦で生き残ることがなかったことは広く認知された。そしてシク教徒達によって殉教者として扱われるようになった。
クルディープ・シン・ブラー中将によってブルースター作戦は遂行された。ビンドラーンワーレーの遺体は、インド軍監督下で警官を含めた政府の人間、諜報部、シク教徒の兵士らによって確認された。
ビンドラーンワーレーの兄弟も同様に遺体を確認したと報告した。
遺体の写真と記事が掲載され、少なくとも広く普及している2冊の本で出版された。『パンジャーブの悲劇』、『ブルースタ作戦とその後とアムリトサル』、『ミセス・ガンディーの最後の戦い』、BBC通信のマーク・タリーは彼の葬儀の間にビンドラーンワーレーの遺体を見たと同様に報告した。
グル・ナーナク・デーヴ大学広報アドバイザーディルビル・シンを含めたシク教の人々は、ビンドラーンワーレーは作戦から生き残ったと主張した。
ディルビル・シンはビンドラーンワーレーは彼の寺院の秩序で傷つけられたと表明した。また、政府の医師はビンドラーンワーレーは生きて逮捕されたことを証明した。そして彼は死ぬまで拷問された。
雑誌シュリヤマガジンの通信員R・K・バジャジは拘留中のビンドラーンワーレーの写真を見たと主張した。
この主張は特に現在シク教の有力者になっているビンドラーンワーレーの息子によって激しい論争を呼んだ。ダムダミ・タクサルの何人かはビンドラーンワーレーはまだ生きていると主張した。
しかしながら、2003年にシク教寺院運営委員会（SGPC）はジャルナイル・シン・ビンドラーンワーレーは殉教者であると祭典で断言した。

## その後の影響
1984年10月31日、インド首相インディラ・ガンディーは暗殺された。ブルースター作戦と同時にパンジャーブ州のシク教寺院を同時襲撃するウッドローズ作戦が遂行され執拗なシク教弾圧としてシク教徒の反発を買ったためとされている。1988年、黄金寺院はシク教分離過激派に再占拠され同様にブラックサンダー作戦が行われた。
ジャルナイル・シン・ビンドラーンワーレーは日々の中で多くのシク教徒達によって殉教者と称えられた。
聖人を表すサントをつけてサント・ジャルナイル・シン・ビンドラーンワーレーと呼ばれることもある。それはビンドラーンワーレーがシク教徒の人々にシク教の教義グル・グランツ・サヒブの哲学を伝える様々な努力によって賞賛されたものだ。有名なインドの小説家クシワント・シンは"「ブルースター作戦」はカーリスターン建国という世相の波を巻き起こした。それはジャルナイル・シン・ビンドラーンワーレーが殉教者となって始まった。"と表明した。
2003年、シク教寺院運営委員会（SGPC）ジョギンダー・シン・ベダンティによってこの問題の解決が試みられた。
政党アカリ・タクトの現在の指導者は公式にビンドラーンワーレーは“殉教者”と宣言し、彼の息子イシャー・シンに栄誉のローブが贈られた。
ハルバンス・シンのシク教の百科事典はビンドラーンワーレーを「現代シク教の驚異的な名士」と評した。
インドのメインコメンテーターの一人ヴィル・サングヴィは言った。「ビンドラーンワーレーは多くのシク教徒に殉教者として映っている。昨今、珍しいのはシク教徒の政治家はあえて彼をこう呼ぶ。狂信的な殺人者」。
その他のシク教徒も「ビンドラーンワーレーは有名になりたがっていたし、神政政治を行うシク教国「カーリスターン」建国を目指していた」、他にも「ビンドラーンワーレーにはアムリトサルのアカリ・タクトに避難した後、ブルースター作戦を招いた責任がある」などの考えを持っているように感じる。

## 参考書籍
1. 1 2 3  Lamba, Puneet Singh (2004年6月6日). “Jarnail Singh Bhindranwale: Five Myths”.  The Sikh Times. 2007年6月25日閲覧。
2. ↑  Joshi, Chand (1985). Bhindranwale: Myth and Real. New Delhi: Vikas Publishing House. pp. p129. ISBN 0706926943
3. ↑  Kaur, Naunidhi (2004年6月3日). “Flashbacks: Golden Temple attack”. BBC News 2007年3月28日閲覧。
4. 1 2 3 4 5 6  Singh, Sandeep. “Saint Jarnail Singh Bhindrenwale (1947 - 1984)”.   Sikh-history.com. 2007年3月18日閲覧。
5. 1 2  Singh, Tavleen (2002年1月14日). “An India Today-100 People Who Shaped India”. en:India Today 2006年10月28日閲覧。
6. ↑  Sandhu, Ranbir Singh (1999). Struggle for Justice: Speeches and Conversations of Jarnail Singh Khalsa Bhindranwale. Dublin, Ohio: Sikh Educational & Religious Foundation. pp. p285. ISBN 0967287405
7. ↑  Tully, Mark; Satish Jacob (1985). Amritsar: Mrs Gandhi's Last Battle. New Delhi: Rupa & Co.. pp. p113. ISBN 0224023284
8. ↑  Singh, Khuswant (2005). A History of the Sikhs: Volume II: 1839-2004. en:New Delhi: en:Oxford University Press. pp. p332. ISBN 0195673093
9. ↑  Tully (1985), p177.
10. ↑  Lopez, Laura (June 1984). “India, Diamonds and the Smell of Death”. Time (en:June 25, en:1984).
11. ↑  Robin, Jeffrey (1994). What's Happening to India? (2 ed.). New York: Holmes & Meier Publishing. pp. p146-147. ISBN 0841913501
12. ↑  Sandhu (1999), pLVI.
13. ↑  Sandhu (1999), pLVII.
14. 1 2  Sandhu, Ranbir S. (1997年5月). “Sant Jarnail Singh Bhindranwale - Life, Mission, and Martyrdom”.   Sikh Educational and Religious Foundation. 2007年6月25日閲覧。
15. ↑  Chowla, K.S. (2003年10月18日). “Tributes to a peacemaker”.  en:The Tribune. 2007年6月25日閲覧。
16. ↑  Tully (1985), p69.
17. ↑  Brar, K. S. (1993). Operation Blue Star: The True Story. New Delhi: UBS Publishers. pp. p114. ISBN 8185944296
18. ↑  Akbar, M. J. (1996). India: The Siege Within: Challenges to a Nation's Unity. New Delhi: UBS Publishers. pp. p196. ISBN 8174760768
19. 1 2  Kaur, Naunidhi (2001年6月23日). “The enigma of Bhindranwale”.  Frontline. 2007年2月21日時点のオリジナルよりアーカイブ。2007年3月17日閲覧。
20. ↑  Pettigrew, Joyce (1995). The Sikhs of the Punjab: Unheard Voices of State and Guerrilla Violence. London: Zed Books. pp. p34-35. ISBN 1856493555
21. ↑  Pettigrew (1995), p51.
22. ↑  Jaijee, Inderjit Singh (1999). Politics of Genocide: Punjab (1984-1998). New Delhi: Ajanta Publications. pp. p59. ISBN 8120204158
23. ↑  “Jarnail Singh Bhindranwale: Unclear Legacy”. en:The Indian Express. (2003年6月9日) 2007年3月27日閲覧。
24. 1 2  “Sant Jarnail Singh  Bhindranwale”.   Shaheedi Immorality. 2007年3月27日閲覧。
25. ↑  Singh (1999), p378.
26. ↑  “Takht accepts Bhindranwale’s death”. en:The Tribune. (2003年6月6日) 2007年6月25日閲覧。
27. ↑  Singh, Harbans, ed (1996). The Encyclopaedia of Sikhism. Patiala, India: en:Punjabi University. pp. Vol. 2, p352. ISBN 817380530X
28. ↑  Sandhu (1999), pXL.
29. ↑  Marty, Martin E. (1995). The Fundamentalism Project. Chicago: en:University of Chicago Press. pp. p596-597. ISBN 0-226-50878-1

- ネール＝ガンジー王朝の崩壊（マーク・タリー、サティッシュ・ジェーコブ著、岡田滋行訳）